# Афлебия
Афлебия (лат. Aphlebia) — листоподобное образование, расположенное в нижней части листьев некоторых древних папоротников, значительно отличающееся по форме от остальных отходящих листьев. Одна из форм вегетативного размножения папоротников.